# حدوة الحصان المغربية
حدوة الحصان المغربية (باللاتينية: Hippocrepis salzmannii subsp. maura) نوع نباتي يتبع جنس حدوة الحصان من الفصيلة البقولية.

## الموئل والانتشار
ينتشر هذا النوع في جبال الأطلس في المغرب العربي.